# 武藤鉄
武藤 鉄（むとう てつ）は、日本の漫画家。主に成人向け漫画を執筆している。

## 概要
1998年頃「迷子の仔猫」で『COMICパピポ』（フランス書院）よりデビュー。2003年以降は茜新社に在籍し、『ひな缶Hi!』を経て『COMIC RIN』にて活動する。近年はいわゆる百合系の作品を中心に発表しており、おもらしシーンが多く描かれるのが特徴である。

## 作品リスト

### 単行本
1. 『W・E・T』 （2001年4月、フランス書院〈Xコミックス〉、ISBN 4-8296-7826-7）
2. 『Squeeze』 （2004年10月発売、フランス書院〈Xコミックス〉、ISBN 4-8296-7876-3）
3. 『まじまじっく』 （2007年11月30日発行[1]、茜新社〈TENMA COMICS〉、ISBN 978-4-87182-956-4）

### 単行本未収録作品
- COMICパピポ（フランス書院）
  - 30日後に叶う夢（1998年10月号）
  - 猫の領域（2000年10月号）
  - うさぎちゃんのお店（2001年5月号）
  - なんちゃってOL（2001年7月号）
  - 落ちこぼれの魔導士（2001年12月号）
  - 眠りにつく前に（2002年2月号）
- COMIC RIN（茜新社）
  - UNIFORM（2009年7, 9, 11、2010年1, 10、2011年5, 7, 9, 11、2012年2月号）[2][3][4][5]